# Guy Roux (chocolatier)
Pour les articles homonymes, voir Guy Roux et Roux.
Vous pouvez aider à l'améliorer ou bien discuter des problèmes sur sa page de discussion.
- Il ne cite pas suffisamment ses sources. Vous pouvez indiquer les passages à sourcer avec {{référence nécessaire}} ou {{Référence souhaitée}}, et inclure les références utiles en les liant aux notes de bas de page. (Marqué depuis décembre 2020)
- Son texte doit être wikifié : il ne correspond pas à la mise en forme Wikipédia (style, typographie, liens internes, liens entre les wikis, etc.). (Marqué depuis mars 2022)
- Son ton est trop promotionnel ou publicitaire, voire hagiographique. Le texte doit adopter un ton neutre et encyclopédique. (Marqué depuis décembre 2020)

- Archive Wikiwix
- Bing
- Cairn
- DuckDuckGo
- E. Universalis
- Gallica
- Google
- G. Books
- G. News
- G. Scholar
- Persée
- Qwant
- (zh) Baidu
- (ru) Yandex
- (wd) trouver des œuvres sur Wikidata

Guy Roux, né le 31 janvier 1965, est un maître artisan chocolatier originaire de Rumilly (Haute-Savoie) spécialisé dans le chocolat sans sucre. Sa gamme de produits chocolatés à base de maltitol est la plus large d’Europe, faisant de lui le leader européen en matière de chocolat sans sucre.  

## Apprentissage
Guy Roux obtient un CAP en boulangerie en 1982, à l’âge de 17 ans, au cours duquel le jeune homme s’initie et se perfectionne dans la confection artisanale du pain, de la brioche et autres viennoiseries constituant les piliers de la tradition gastronomique française. L’adolescent ne s’arrête pas là, et enchaîne dès 1983 avec un CAP en pâtisserie, qu’il complète par la suite en 1989 avec l’obtention d’un brevet de maîtrise, devenant ainsi maître pâtissier, chocolatier, confiseur, glacier et traiteur. 

## Distinctions
Guy Roux s’est notamment distingué lors de concours gastronomiques, et ses compétences culinaires lui ont valu une page dédiée dans le manuel technologique des classes de CAP en Chocolaterie. Il a également participé, en tant que chef pâtissier, à l’organisation d’un repas gastronomique comptant trois cent convives dans le château médiéval du Clos de Vougeot, dont le menu avait été conçu par 7 chefs étoilés. Il monte en 2013 sa société. 
En 1982, ayant réussi son premier CAP avec brio, Guy Roux est élu Meilleur Apprenti du Rhône-Alpes. Vingt-deux ans après, le maître pâtissier est sacré successivement Champion de France en 2004 et Vice-Champion du Monde en 2005 dans la catégorie « Desserts de cérémonie et pièces artistiques  » du « Trophée des Croquembouches ». Lauréat, par la suite, du prix « Innovation » pour sa gamme de chocolats sans sucre en 2009, le professeur J-M. Bourre lui décerne le premier prix du concours « Goût et Santé » un an plus tard, en 2010.       

## Carrière professionnelle
Guy Roux ouvre, à l’issue de ses années d’apprentissage et d’études au CFA de Groisy, sa première boulangerie-pâtisserie à Rumilly (Haute-Savoie), sa ville natale, en 1991.Le maître pâtissier-chocolatier fait en parallèle son entrée dans le monde de l’enseignement en 1999, devenant alors professeur au CFA où il a lui-même étudié. Il décide de fermer sa boutique en 2000 pour se consacrer pleinement à l’enseignement de son art et à la formation des générations futures en pâtisserie et chocolaterie. Il intervient alors à la fois auprès des élèves de CAP ainsi que des classes préparant une maîtrise. Guy Roux partage, sept ans durant, sa passion pour les arts culinaires sucrés. À l’issue de ces sept ans, il rouvre une boutique, cette fois dans le sud de la France, à Mazamet (Tarn). Spécialisé dans la pâtisserie et la chocolaterie, c’est sur la demande d’un client diabétique que le maître pâtissier-chocolatier s’essaie à la pâtisserie et à la glace sans sucre, puis au chocolat sans sucre. L’engouement des clients pour ce dernier le pousse à entreprendre une restructuration de son commerce en 2013. Il ferme donc cette même année sa boutique pour ouvrir son atelier de fabrication artisanale et exclusive de chocolats sans sucre, donnant alors naissance à l’entreprise Guy Roux - Essentiels de Chocolat Sans Sucre. 

## Gamme des produits sans sucre
Dans le but d’optimiser les qualités organoleptiques des cacaos, tout en préservant la santé du consommateur, Guy Roux utilise du maltitol (en remplacement du saccharose et autres sucres rapides et raffinés). Le maltitol, extrait du blé, de l’orge ou du maïs, procure une saveur douce au chocolat, tout en conservant les spécificités de chaque cacao. La marque Guy Roux propose la plus large gamme de chocolats sans sucre à l’échelle européenne , celle-ci étant composée de tablettes de chocolat aux origines et puissances variées, garnies ou fourrés, de pâtes à tartiner, de cacao en poudre ainsi que de diverses confiseries chocolatées.